# Rudy Valentino: Divo dei divi
Pour plus de détails, voir Fiche technique et Distribution.
Rudy Valentino: Divo dei divi est une comédie italienne de Nico Cirasola sortie en 2017.

## Synopsis
À Castellaneta, une troupe de théâtre amateur met en scène la vie de Rodolfo Valentino, le célèbre acteur du muet. Le dramaturge, passionné par l'acteur, dirige un groupe de seconds rôles apathiques qui ne semblent pas le prendre au sérieux. Un homme et une femme en costume d'époque font irruption sur scène, jurant être Rudy Valentino et Natacha Rambova, son épouse. C'est le début d'un voyage singulier à travers le temps et le pays d'origine de l'acteur.

## Fiche technique
- Titre original : Rudy Valentino: Divo dei divi[1]
- Réalisation : Nico Cirasola
- Scénario : Nico Cirasola, Lucia Diroma, Luigi Sardiello
- Photographie : Rocco Marra
- Montage : Andrea Facchini
- Musique : Enrica Sciandrone
- Décors : Carmelo Patrono
- Costumes : Consuelo Tarantino
- Production : Alessandro Contessa
- Sociétés de production : Bunker Lab en collaboration avec Mediterranea Film
- Pays de production :  Italie
- Langue originale : italien
- Format : Couleurs
- Durée : 91 minutes
- Genre : Comédie
- Dates de sortie : 
  - Chine : 21 juin 2017 (Festival du film de Shanghaï)
  - Italie : 24 mai 2018[2]

## Distribution
- Pietro Masotti : Rodolfo Valentino
- Tatiana Luter : Natasha Rambova
- Claudia Cardinale : Tante Rosa
- Luca Cirasola : Alberto
- Nicola Nocella : Capocomico
- Rosaria Russo : Norma
- Alessandro Haber : Gabriele D'Annunzio
- Mauro Leuce : Baron Don Michele